# Susanne von Almassy

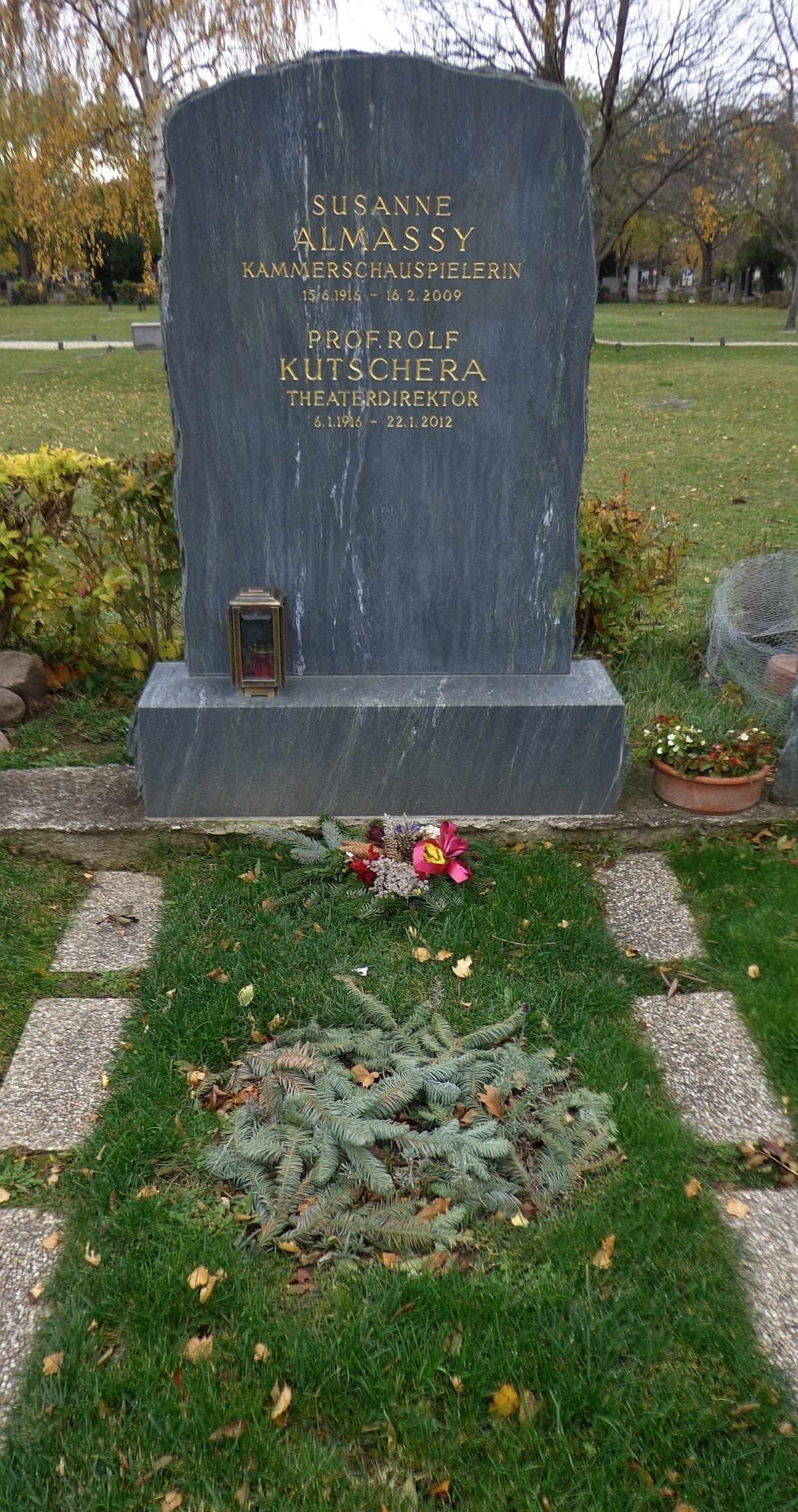
Tumba de Susanne von Almassy y Rolf Kutschera en el Cementerio central de Viena

Susanne von Almassy (Viena, 15 de junio de 1916-16 de febrero de 2009) fue una actriz austríaca.

## Biografía
Su nombre completo era Susanne Emilie Henrietta Marie von Almássy, también conocida como Susanne Almassy y Suzanne Almassy, y nació en Viena, Austria. Hija de un oficial del ejército húngaro perteneciente a la aristocracia militar, tras superar su formación secundaria de Matura, se formó como actriz en la Universidad de Música y Arte Dramático de Viena. Debutó en el año 1937 con la obra Minna von Barnhelm, y en 1938 recibió un compromiso para actuar en el Theater Gera, pasando después al Opernhaus Chemnitz. Así mismo, actuó en el Teatro Thalia de Hamburgo y en el Deutsches Schauspielhaus de dicha ciudad.
En 1946 volvió a Viena, donde trabajó en la Wiener Kammerspiele, el Volkstheater, el Theater an der Wien, el Burgtheater y, especialmente, el Theater in der Josefstadt. Su especialidad fue la interpretación de elegantes seductoras, principalmente en el teatro de bulevar, pero también en obras clásicas y en musicales. Pronto le ofrecieron esos mismos papeles en producciones cinematográficas. Destacó en la película estrenada en 1948 Der Herr Kanzleirat, interpretada junto a Hans Moser, así como en Die gestörte Hochzeitsnacht (1950).
Además, siguió trabajando en teatros de Múnich, Basilea y Zúrich, y hasta la década de 1970 trabajó en producciones cinematográficas junto a actores como O. W. Fischer, Curd Jürgens y Hans Moser.
Susanne von Almassy recibió en 1970 la Medalla Kainz, y en 1999 recibió la Cruz de Honor de 1ª clase de la Condecoración Austríaca de las Artes y las Ciencias. Desde 1994 fue miembro honorario y decana del Theaters in der Josefstadt. 
Almassy estuvo casada con el actor Rolf Kutschera. Ella falleció el 25 de febrero de 2009 en Viena, y fue enterrada en el Cementerio central de Viena (Grupo 40, Número 77) en una tumba dedicada por la ciudad de Viena.

## Filmografía
- 1944 : Der Engel mit dem Saitenspiel
- 1945 : Sag’ die Wahrheit
- 1948 : Der Herr Kanzleirat
- 1950 : Gute Nacht, Mary
- 1950 : Pikanterie
- 1951 : Zwei in einem Auto
- 1953 : Briefträger Müller
- 1956 : Mein Vater, der Schauspieler
- 1956 : Anastasia, die letzte Zarentochter
- 1956 : Der Hexer (telefilm)
- 1956 : Stresemann
- 1957 : Und das am Montagmorgen (telefilm)
- 1957 : Sissi – Schicksalsjahre einer Kaiserin
- 1958 : Penelope oder Die Lorbeermaske (telefilm)
- 1958 : Bühne frei für Marika
- 1960 : Die erste Mrs. Selby (telefilm)
- 1960 : Die Rote Hand
- 1964 : Eine Frau ohne Bedeutung (telefilm)
- 1968 : Unsere liebste Freundin (telefilm)
- 1969 : Adrienne Mésurat (telefilm)
- 1969 : De Sade
- 1971 : Das Konzert (telefilm)
- 1971 : Emilia Galotti (telefilm)
- 1971 : Was weiß man denn … (telefilm)
- 1988 : Ein Denkmal wird erschossen (telefilm)
- 1997 : Mein Opa und die 13 Stühle (telefilm)
- 1997 : Tatort (serie TV), episodio Morde ohne Leichen
- 2000 : Vino Santo (telefilm)